# Championnat des Émirats arabes unis de football 1985-1986
Navigation
Saison suivante Saison suivante
La saison 1985-1986 du Championnat des Émirats arabes unis de football est la treizième édition du championnat national de première division aux Émirats arabes unis. Les dix meilleures équipes du pays sont regroupées au sein d'une poule unique où elles s'affrontent deux fois, à domicile et à l'extérieur. En fin de saison, le dernier du classement est relégué et remplacé par le meilleur club de deuxième division.
C'est le club d'Al Nasr Dubaï qui remporte la compétition, après avoir terminé en tête du classement final, avec deux points d'avance sur le tenant du titre, Al Wasl Dubaï et quatre sur Sharjah SC. C'est le 3e titre de champion des Émirats arabes unis de l'histoire du club, qui réussit même le doublé en s'imposant en finale de la Coupe des Émirats arabes unis.

## Les clubs participants
| - Sharjah SC - Al-Wahda Club - Promu de D2 - Al Ahly Dubaï - Al-Jazira Club - Al Ain Club | - Al Nasr Dubaï - Al Shabab Dubaï - Al-Khaleej Club - Al Wasl Dubaï - Al Sha'ab Sharjah |

## Compétition

### Classement
Le classement est établi sur le barème de points classique (victoire à 2 points, match nul à 1, défaite à 0).
| Rang | Équipe            | Pts | J  | G  | N | P  | Bp | Bc | Diff |
| ---- | ----------------- | --- | -- | -- | - | -- | -- | -- | ---- |
| 1    | Al Nasr Dubaï (C) | 27  | 18 | 12 | 3 | 3  | 27 | 18 | +9   |
| 2    | Al Wasl Dubaï (T) | 25  | 18 | 12 | 1 | 5  | 25 | 18 | +7   |
| 3    | Sharjah SC        | 25  | 18 | 8  | 7 | 3  | 23 | 11 | +12  |
| 4    | Al Ahly Dubaï     | 18  | 18 | 9  | 4 | 5  | 22 | 20 | +2   |
| 5    | Al-Wahda Club (P) | 17  | 18 | 8  | 4 | 6  | 20 | 14 | +6   |
| 6    | Al Shabab Dubaï   | 17  | 18 | 6  | 6 | 6  | 18 | 21 | -3   |
| 7    | Al Sha'ab Sharjah | 16  | 18 | 4  | 5 | 9  | 13 | 25 | -12  |
| 8    | Al-Khaleej Club   | 15  | 18 | 5  | 3 | 10 | 13 | 8  | +5   |
| 9    | Al Ain Club       | 13  | 18 | 4  | 2 | 12 | 10 | 20 | -10  |
| 10   | Al-Jazira Club    | 5   | 18 | 3  | 3 | 12 | 9  | 24 | -15  |

|  | Qualification pour la Coupe des clubs champions du golfe Persique 1987                      |
|  | Relégation en deuxième division                                                             |
|  | (T) : Tenant du titre (C) : Vainqueur de la Coupe des Émirats arabes unis (P) : Promu de D2 |

## Bilan de la saison
| Championnat des Émirats arabes unis de football 1985-1986                        |                          |
| Champion                                                                         | Al Nasr Dubaï (3e titre) |
| Coupes et trophées                                                               |                          |
| Vainqueur de la Coupe des Émirats arabes unis 1985-1986                          | Al Nasr Dubaï            |
| Qualifications continentales                                                     |                          |
| Coupe des clubs champions du golfe Persique 1987                                 | Al Nasr Dubaï            |
| Promotions et relégations                                                        |                          |
| Promus en UAE Football League                                                    | Inconnu                  |
| Relégués en Championnat des Émirats arabes unis de football de deuxième division | Al Jazira Club           |